# Editora Cortez & Moraes
A Editora Cortez & Moraes foi uma editora brasileira, fundada em 1968 por José Xavier Cortez, Orozimbo José de Moraes e Virgílio da Silva Fagá. Em 1980, quando a sociedade foi dissolvida, foram formadas a Editora Cortez e a Editora Moraes, e em meados de 1999, a Editora Moraes passou a ser a Centauro Editora.

## Histórico
A livraria Cortez & Moraes foi fundada nas dependências da PUC-SP (Pontifícia Universidade Católica de São Paulo). Posteriormente, a loja foi transferida para a Rua Kurt Nimuendaju, nas imediações da universidade, localizada no bairro de Perdizes.
Entre 1979 – 1980, a Cortez & Moraes se dissolveu dando origem à Cortez Editora, sob os cuidados de José Xavier Cortez e à Editora Moraes, esta última sob os cuidados de Orozimbo e Virgílio.
Em meados de 1999, Virgílio da Silva Fagá comprou todos os direitos, títulos e estoque, extinguiu a Moraes e criou a Centauro Editora.